# 世界スキーオリエンテーリング選手権
世界スキーオリエンテーリング選手権（せかいスキーオリエンテーリングせんしゅけん、World Ski Orienteering Championships）は国際オリエンテーリング連盟（IOF）によるスキーオリエンテーリングの世界選手権である。略称はSki-WOC、SWOCなど。最初の開催は1975年で、現在は奇数年毎に開催されている。

## 実施種目
実施種目は以下の通り。
- ロング

1975年当初から存在し、1986年まではクラシック競技と呼ばれた。
1988年より現称に変更。
- ミドル

1988年に始まり、2000年まではショート競技と呼ばれた。
2002年より現称に変更。
- スプリント

2002年より実施。
- リレー

1975年当初から存在した男女別、3人によるリレー競技。
- 混合スプリントリレー

2011年より実施されている男女1名ずつによる混成リレー。

## 開催地
| 回 | 年   | 日程           | 開催地                                         |
| -- | ---- | -------------- | ---------------------------------------------- |
| 1  | 1975 | 2月26-28日     | ヒュヴィンカー, フィンランド                   |
| 2  | 1977 | 3月25-27日     | ヴェリングラト, ブルガリア                     |
| 3  | 1980 | 2月26日-3月1日 | ダーラナ県アヴェスタ, スウェーデン             |
| 4  | 1982 | 2月8-12日      | シュタイアーマルク州リーツェン郡, オーストリア |
| 5  | 1984 | 1月30日-2月4日 | ラヴァローネ, イタリア                         |
| 6  | 1986 | 2月19-24日     | バタク, ブルガリア                             |
| 7  | 1988 | 3月2-6日       | クオピオ, フィンランド                         |
| 8  | 1990 | 3月1-4日       | シェレフテオ, スウェーデン                     |
| 9  | 1992 | 1月28-2月2日   | ポンタルリエ, フランス                         |
| 10 | 1994 | 2月1-5日       | ボルツァーノ, イタリア                         |
| 11 | 1996 | 2月19-24日     | リレハンメル, ノルウェー                       |
| 12 | 1998 | 1月19-25日     | ヴィンディッシュガルシュテン, オーストリア     |
| 13 | 2000 | 2月28日-3月5日 | クラスノヤルスク, ロシア                       |
| 14 | 2002 | 2月23日-3月2日 | ソフィア州, ブルガリア                         |
| 15 | 2004 | 2月11-15日     | エステルスンド, スウェーデン                   |
| 16 | 2005 | 3月5-12日      | ラッピ州キッティラレヴィ, フィンランド         |
| 17 | 2007 | 2月23日-3月3日 | モスクワ州, ロシア                             |
| 18 | 2009 | 3月3-8日       | 留寿都村, 北海道                               |
| 19 | 2011 | 3月20-28日     | イェムトランド県ヘリエダーレン, スウェーデン   |
| 20 | 2013 | 3月4-10日      | リッデル市, カザフスタン                       |
| 21 | 2015 | 2月9日 - 15日  | ヘードマルク, ノルウェー                       |
| 22 | 2017 | 3月6日 - 11日  | クラスノヤルスク, ロシア                       |
| 23 | 2019 | 3月19日 - 24日 | ピーテオ, スウェーデン                         |